# Gaál Gábor (író)
Gaál Gábor (született Gál Gábor; Budapest, 1891. március 8. – Kolozsvár, 1954. augusztus 13.) író, irodalomtörténész, szociológus, szerkesztő, irodalomkritikus, közíró. A szocialista eszmeiségű romániai magyar irodalom és marxista művelődés nagy hatású kezdeményezője és vezető egyénisége. Írói álnevei (főként a Korunkban): Bolyai Gábor, Bolyai Zoltán, Márk Viktor, Medve Miklós, Szacsvay Gusztáv, Szalay István, Szalay László, Szentgyörgyi Anna, Szentgyörgyi Gábor, Szeremlei László, Zlinszky Miklós.

## Életpályája
Gál Anna szolgálólánynak és Szécsényi Nagy Gábornak, egy huszárezred lovászmesterének házasságon kívül született gyermeke volt. Budapesten a VII. kerületi István úti főgimnáziumban érettségizett, majd 1911 őszétől a budapesti tudományegyetem bölcsész karának latin–magyar szakos hallgatója volt, ahol Riedl Frigyes szemináriumai és Alexander Bernát filozófiai kollégiumai hatottak értelmi formálódására. Ezekben az években az avantgárd kezdemények iránt érdeklődő fiatal pesti irodalmárok köréhez tartozott, és a Franyó Zoltán szerkesztette budapesti Új Revüben verssel jelentkezett. Főiskolai tanulmányait és induló irodalmi pályáját 1914 őszén katonai behívó szakította félbe. Amikor közel hároméves frontszolgálat után 1917 nyarán mint kíméletre szorulót kiképzőtisztnek a fővárosba vezényelték, eszmei és politikai radikalizálódása során közel került ahhoz az írócsoportosuláshoz (Lukács György, Balázs Béla, Sinkó Ervin), amely egy magasabb eszmeiségű irodalom programját hirdette s a kibontakozó antimilitarista mozgalom élesztője volt. 1917–18-ban, miközben a Hevesy Iván szerkesztette Jelenkorban közölt könyvkritikákat, befejezte egyetemi tanulmányait, és tanári képesítést szerzett.
Az őszirózsás forradalom idején a Művelődésügyi Minisztériumban dolgozott. A Magyarországi Tanácsköztársaság kikiáltása után Lukács György népbiztos munkatársa a Közművelődési Népbiztosságon mint a tankönyvszerkesztő bizottság, majd a szocializált színházak referense volt. Az V. Vörös Dandár észak-magyarországi hadjáratában Lukács György politikai biztos katonai tanácsadója. A hadműveletek során Karikás Frigyesnek is munkatársa volt.
A fehérterror elől 1921-ben Bécsbe emigrált, ott Hatvany Lajos szűkebb köréhez tartozott. Írásai a Jövő, Tűz, Bécsi Magyar Újság, Panoráma és más emigráns lapokban jelentek meg. 1923–24-ben Berlinben dramaturgként működött Korda Sándor filmvállalatánál.
1925 őszén visszatért Budapestre, ahol 1919-beli forradalmi tevékenységéért letartóztatták, és pert indítottak ellene. Ideiglenes szabadlábra helyezése után újra Bécsbe távozott, majd 1926 őszén Kolozsvárra emigrált. Az első években az élvonalbeli kolozsvári magyar nyelvű napilapok (Keleti Újság, Új Kelet, Ellenzék) cikkdíjas külső munkatársa, de publicisztikájával és kritikáival az Erdélyi Helikonban és a Pásztortűzben is jelentkezett. Egyik törzstagja volt a kolozsvári New York kávéházban működő Dumapostának.
A Korunk szerkesztésébe 1928-ban kapcsolódott be. A címlapon neve 1929 januárjától együtt olvasható a lapalapító Dienes Lászlóéval 1931 szeptemberéig, amikor Dienes neve elmaradt. Valójában már 1928 végétől, annak Berlinbe távozásától, ő szerkesztette a lapot, s egészen 1940. szeptemberi megszűnéséig élete eggyé forrt a Korunk életével. Krajcáros gondok és hatósági zaklatások árnyékában, önmaga irodalmi ambícióinak jó részét feláldozva vállalt küzdelmet a szellemi baloldal fórumának fennmaradásáért és színvonaláért. „Kötelességek halmazából áll számomra a világ […] A lap hivatása a lényegem” – írta egyik levelében, s ez a személyi helytállás a magyarázata annak, hogy a marxista Korunk a fasizálódó Romániában közel másfél évtizeden át a haladó magyar kultúra őrhelye lehetett. 1932–34 között a temesvári Szelektornak is munkatársa volt Bolyai Gábor álnéven.
Irodalmi tájékozódású köztudatunk elsősorban mint irodalomkritikust és irodalomszervezőt, írók nevelőjét tartja számon, alkotói tevékenységében azonban a filozófiának is jelentős szerepe volt. Szellemi formálódásának kezdetén az elhatározó Hegel-élmény állt. Bár a marxizmussal már korábban is volt találkozása, politikai konzekvenciáit pedig 1919-ben és utána is vállalta, magának a marxi filozófiának első behatóbb tanulmányozására csak Berlinben töltött évében kerített sort, s további öt-hat év múlva, 1928-29 körül vált marxistává. Közben a klasszikus és modern filozófiai irodalom tárházát tanulmányozta át, és tekintélyes filozófiai műveltségre tett szert. Ezzel magyarázható, hogy marxizmusa nem vált sohasem ama filozófiai eszmék nihilista tagadásává, amelyek a marxizmus klasszikusainál nem mutathatók ki. A marxi filozófiát, annak szellemét kovásznak, rendező és szintetizáló elvnek tekintette, s az alkotó filozófiai gondolkodás minden olyan eredményében, amely az alapvető emberi értékek védelmére és gyarapítására mozgósítható, a filozófiai építkezés felhasználható anyagát látta, amit áthasonítva be lehet és be kell építeni a kor filozófiájába. Irodalmi vonzalmai és elméleti beállítottsága okán legegyénibb hangjára a fogalmiságuk révén legfilozofikusabb irodalmi műfajokban talált (irodalomkritika, esszé).
Irodalmi-esztétikai tájékozódása, melynek kezdetén Vörösmarty és Ady költészetének csodálata áll, már az 1910-es évek elejétől filozófiai formálódásával párhuzamosan alakult ki és jellegzetességeiben mindig is erre emlékeztet. Ez a fejlődés az 1920-as évek végéig az avantgárd (döntő módon a német baloldali expresszionizmus és fejleményei) hatása alatt ment végbe, s ennek eredményeként, szervesen magába építve a legjobb avantgárd vívmányokat, teljesedett ki szocialista elkötelezettségű realizmuskoncepciója az 1930-as évek elején. A gondolkodó és az író-művész testesült meg benne egy személyben. E szerencsés ötvözetnek köszönhető, hogy a szépírói alkotást egyszerre érti belülről, önvilágában, és látja kívülről, társadalmi összefüggéseiben és szerepében. Már az 1920-as évek elején megfogalmazta Kármán József ihletett programját „a nemzet csinosodása” szolgálatában álló irodalomról. E szolgálat értelme és célja – felfogása szerint – a szellemi elmaradottság felszámolása, művelődésünk felemelése a világszínvonal magaslatára. Az Erről van szó című röpiratban (1927) két, a későbbi kritikusi-teoretikusi tevékenységében fontos szerepet betöltő koncepciót fogalmaz meg: 1. A formabontások és -robbantások után a kor, az emberiség közös feladata: új szintézis teremtése. Ezt a válság, az emberek közötti konszenzus hiánya akadályozza. Feladat: visszaadni a szavak értelmét, megtisztítani fogalmainkat, rendet, módszert érvényesíteni a gondolkodásban, hogy megalkothassuk a nagy szintézis eszközét, az Emberiség Szótárát. 2. Az irodalomkritikus számára a bírálat tárgya a mű, az esztétikum objektivációja. Kritikáról nem beszélhetünk a mű önmagában való megméretése, esztétikai értékeinek tudatosítása nélkül. Ám a mű nemcsak „a szép nyilvánulása”, hanem „jelentésalakulat” is: eszmét, törekvést, szándékot hordoz. Ezért „a kritika nem teljes, ha csak az esztétikai fokig bírálat”, tárgyává kell hogy tegye az alkotás eszméjét, törekvését is, valamint a módot is, ahogyan ez az alkotásban kifejeződik. Ezen a síkon azonban a kritikának elkerülhetetlenül „be kell kapcsolódnia az idő szellemi harcaiba”, de nem irányzatokhoz való csatlakozás, nem a kiáltványok és a dogmatikus etikai rendszerezés formájában, hanem a konkrét jelenségeknek az élet s a művészetek és ideológiák egységben való ellenőrzésével.
E kritikusi krédóját elvben soha fel nem adta, ám – az irodalmi és társadalmi harcok bonyolult erőterében szektás és dogmatikus pozíciókra szorítván (főként az 1930–33-as és 1947–52-es években) – kritikusi gyakorlatában többször szembekerült vele.
Az 1920-as és a korai 1930-as években a Korunk volt a romániai valóságirodalom–tényirodalom–dokumentumirodalom műhelye, Gaál Gábor pedig egyik lelkes felkarolója és teoretikusa. A tények vagy az álmok költészete című esszéje viszont arról tanúskodik, hogy bár sokat várt az új kísérletektől, mégsem tekintette azokat a korszerű irodalom kizárólagos formájának. Az új valóságirodalmi forma ihletője az új tárgyszerűség („neue Sachlichkeit”) avantgárd fogantatású irányzata volt. Elvetette mind a fiktív cselekményekkel, mind az emfatikus stíluseszközökkel való ábrázolást. A valóság puszta felmutatásával akart lázítani, dokumentumok tárgyszerű megidézésével, tények kontrasztos szembesítésével, montázstechnikával. Azoknak az éveknek az uralkodó szektaszelleme azonban nem kedvezett az új kezdeményezésnek, fékezte is, torzította is kibontakozását. Ezt a körülményt, meg azt is, hogy a valóságirodalom jelszavát 1932-től Gaál Gábor is felváltotta az új realizmus, majd a szocialista realizmus – nála széles és nyitott értelmezésű (az irodalmi dokumentarizmust is magába foglaló) – fogalmával, utólag úgy vélték, hogy az új kísérlet zsákutcának bizonyult. 
Az 1929-es Korunk-koncepció kései, de annál meggyőzőbb igazolása a szellemi népfront kedvezőbb éghajlata alatt kivirágzó falukutató irodalmi szociográfia lett, olyan remekléseivel, mint a Puszták népe, A tardi helyzet, a Néma forradalom vagy a Viharsarok. Az irodalmi szociográfiák e maradandó értékű teljesítményeiben Gaál Gábor joggal látta hosszú ideig visszhangtalan sürgetéseinek bizonylatát.
A Korunk és az Erdélyi Helikon között tizenkét éven át fel-fellobbanó viták sora azzal kezdődött, hogy Gaál Gábor Az „erdélyi gondolat” tartalma és terjedelme című cikkében (Korunk 1928/12) szóvá teszi: a helikoni kultúrpolitika egy akkor közzétett jelentős dokumentuma (Kuncz Aladár: Az erdélyi gondolat Erdély magyar irodalmában. Az Erdélyi Szépmíves Céh kalendáriuma. 1929) a hallgatás bojkottjával rekesztené ki a Korunkat, vagyis a baloldalt a kisebbségi közösségből és művelődésből. A továbbiak során a két lap közötti vita főként az irodalom társadalmi szerepének központi fontosságú kérdése körül forgott. A helikoni irodalompolitikát Gaál Gábor ott marasztalta el, ahol ez elterelte az alkotók figyelmét a nagy korfeladatokról, s a múltba nézés nosztalgiáját, a faluidillt és a stílromantikát sugalmazta. A helikoni írók legjobbjainak artisztikumigényét méltányolva, ismételten hangoztatta, hogy a művészi megformálás a jó irodalomnak csak a kezdete, de ha a művészi forma nem fejez ki vallomást a lényegesről s a művész nem vállalja az ember ügyét a maga történelmi konkrétságában, akkor műve csak játék és nem felelősen helytálló irodalom. Ilyen művészi elvek következetes érvényesítésével, áldozatos, fáradhatatlan szervező és nevelő munkájával vált Gaál Gábor a romániai magyar szocialista irodalom létrejöttének és kezdeti fejlődésének központi alakjává az 1930-as évek során. Eredetileg eszmei eklekticizmussal, vitafórumként indult lapját a világválság történelmi dilemmái közt – nem egy balos elkanyarodáson át – végül is ama népfrontos szakaszig vezette el, amikor már egyre bensőségesebben vállalhatott irányító szerepet a romániai magyar közéletben, növekvő vonzerőt gyakorolva a fiatal értelmiség jelentős táborára, s közös humanista-antifasiszta összefogásra késztetve a hozzánk is elható urbánus–népi vita szószólóit.
A Korunk sorsát megpecsételő bécsi döntés utáni évek a lap nélkül maradt szerkesztő számára a belső emigráció évei voltak. Óraadásból tartotta fenn magát, sajtó alá rendezte a kolozsvári Lepage könyvkereskedés segítségével – Szeremlei László álnéven vagy névtelenül – Táncsics Mihály Életpályám és Szepsi Csombor Márton Europica varietas című munkáinak újrakiadását, Arany vidám verseit (Tillaárom haj!), a Tréfás és csúfolódó erdélyi népköltészet című gyűjteményt, neves írók útirajzait Erdélyből, valamint Petőfi összes költeményeit (Benedek Marcell előszavával, Kolozsvár 1945). Közben Marx fiatalkori műveit fordította magyarra, egyebek közt az 1844-ből keltezett Gazdasági-filozófiai kéziratok szövegét.
A második világháború 1942 nyarától újra katonai szolgálatra kényszerítette, mint tartalékos főhadnagy 1944 őszén csapattestével Nyugatra sodródott, s a hadifogságból csak 1945 késő őszén került vissza Kolozsvárra.
Egyetemi pályáját 1946 februárjában kezdte a Bolyai Tudományegyetem filozófiai tanszékén. Bölcselet és történelem (1946. tavasz), A fiatal Marx (I. 1946–47, II. 1947–48) című és más kollégiumaival, Dolgozatok a dialektika története köréből (1946–47, 1947–48) című szemináriumával a marxi szellemű filozófia főiskolai oktatásának országos viszonylatban is úttörője. Az ő irányító és nevelő munkájának köszönhető, hogy a Bolyai Tudományegyetem első filozófia szakos nemzedékét mindenekelőtt a klasszikus szerzők szövegeinek és a marxi forrásoknak a tanulmányozása formálta.
1946-ban ő lett az Utunk első főszerkesztője, a Romániai Magyar Írószövetség elnöke. E szerepkörben az új irodalom kezdeti szervezése, fiatal írók nevelése fűződik nevéhez, ajánlásával jelenik meg az új nemzedék költőit felvonultató Ötven vers (1950), Vörösmarty válogatott költeményeinek kiadása (Haladó Hagyományaink 1952, románul 1957) és Franyó Zoltán Faust-fordítása (Marosvásárhely 1958). A Magyar Népi Szövetség (MNSZ) vezetőségében s az újjászerveződő Román Akadémia tagjaként a szocialista tudomány- és művelődéspolitika megtervezésében, az iskolai irodalomoktatás kidolgozásában vannak jelentős érdemei.
A kulturális élet egyes szektás-dogmatikus intézői már 1946-tól gyanakvással követték tevékenységét. 1948-tól nyíltan támadták, opportunizmussal, hegelianizmussal vádolták, miközben a romló légkörben irodalmi, irodalompolitikai munkáját egyre inkább terhelték szektás-dogmatikus torzulások. Valóság és irodalom című kötete ürügyén 1950 márciusától sajtókampány folyt ellene. 1950 májusában kizárták a pártból, fellebbezését 1952 nyarán végleg elutasították. Sem áldozatokkal megpecsételt több évtizedes hűsége a kommunizmus ügye iránt, sem az egyre abszurdabb követelményeknek tett sokszor kétségbeesett engedményei nem bizonyultak elegendőnek ahhoz, hogy életművét és személyét megkíméljék a méltatlan zaklatásoktól és támadásoktól. A szellemi éghajlat kedvezőbbre fordulását viszont – ami alkotói pályája betetőzését tette volna lehetővé – már nem érhette meg. 1952 nyarán tragikus körülmények közt bekövetkezett szívinfarktusa kétévi munkaképtelenséggel járó betegség után halálát okozta, s befejezetlen életművet hagyott maga után. Egyetemi jegyzetei: Bevezetés a társadalomtudományba; Marxizmus (A fiatal Marx I.); A bölcselettörténet rövid vázlata (mindhárom Földes László és Tóth Sándor összeállításában, Kv. 1947–48); A görög bölcselet története; A marxizmus története (A fiatal Marx II.); A társadalom; Bevezetés a filozófiába (mind a négy Kolozsvár. 1948).

## Munkái
- Valóság és irodalom (cikkek, jegyzetek, dokumentumok, 1950)
- Válogatott írások I. 1921–1940 (tanulmányok és cikkek Sugár Erzsébet szerkesztésében, 1964); II. 1921–1940 (publicisztika, Sugár Erzsébet szerkesztésében, 1965); III. 1946–1952 (publicisztikai írások Kovács Erzsébet, filozófiai jegyzetek Tóth Sándor szerkesztésében, 1971)
- Legyünk kortársak (Széll Zsuzsa és Tordai Zádor válogatása, Budapest 1973)
- Erről van szó (válogatott írások Tóth Sándor gondozásában, Kolozsvár 1974)
- Levelek 1921–1945 (sajtó alá rendezte, jegyzetekkel ellátta és az utószót írta Sugár Erzsébet, 1975)
- Vidéki történet (cikkek 1926–1928. Válogatta, bevezette, jegyzetekkel ellátta Tóth Sándor, Bukarest, 1977)

## Társasági tagsága
- Kemény Zsigmond Társaság

## További irodalom
- Jancsó Elemér: Gaál Gábor öröksége. Utunk 1954/25; újraközölve Kortársaim. 1976. 237–43.
- Földes László: Gaál Gábor emlékezete. Igaz Szó 1954/9.
- Kohn Hillel: Gaál Gábor és a KORUNK. Korunk 1957/1.
- Kohn Hillel: Gaál Gábor, a szerkesztő-politikus. Korunk 1967/7.
- Szentimrei Jenő: Gaál, a szerkesztő. Korunk 1957/1.
- Kallós Miklós: A Korunk és szerkesztője
- Nagy István: Ismerkedés Gaál Gáborral. Korunk 1964/7.
- Méliusz József: Egy arckép: Gaál Gábor. Igaz Szó 1965/5; újraközölve Az új hagyományért. 1969. 97–110.
- Méliusz József: Gaál Gábor látszólag lehetetlen megidézése. Igaz Szó 1971/5.; újraközölve Az illúziók kávéháza. 1971. 41–57.
- Méliusz József: Adat, kollázs, montázs, zsurnalizmus avagy: az elsinkófált szövegkörnyezet. A Hét 1981/10.
- Kacsó Sándor: A helytállás könyve. Utunk 1965/22.
- Tóth Sándor: Gaál Gábor. Tanulmány Gaál Gáborról, a Korunk szerkesztőjéről. A bibliográfiai függelék összeállítója L. Gál Anna. 1971. Románul Paul Drumaru fordításában, 1971
- Tóth Sándor: Rólunk van szó. Tanulmányok. 1980. 197–233
- Tóth Sándor: Tanúvallomás Gaál Gábor utolsó éveiről I–III. A Hét 1981/43–45.
- Sugár Erzsébet: Gaál Gábor és József Attila. A Hét 1971/11.
- Sugár Erzsébet: Gaál Gábor kiadatlan leveleiből I–II. A Hét 1979/32.) 33.
- Bodor Pál: Gaál Gábor, az Utunk-szerkesztő. Utunk 1972/35.
- Balogh Edgár: Beszélgetés Gaál Gáborral. Igaz Szó 1973/7.
- Balogh Edgár: Ketten: Gaál és Fábry. Közli Mesterek és kortársak. 1974. 235–67.
- Balogh Edgár: Itt és most. Tanulmány a régi Korunkról. 1974
- Gáll Ernő: Ilyennek ismertem. Utunk 1974/33.
- Gálfalvi Zsolt: Gaál Gábor: igény és mérték. A Hét 1974/33.
- Huszár Sándor. Tudat és talaj. Jegyzetek Gaál Gábor leveleskönyvéhez. A Hét 1976/52.
- Bata Imre: Gaál Gábor és Veres Péter kapcsolata; R. Nagy Sándor: Gaál Gábor és Reményik Zsigmond kapcsolata; Grezsa Ferenc: Gaál Gábor és Németh László. Mindhármat közli: 50 éves a Korunk. Irodalmi Múzeum, Budapest, 1977
- Páll Árpád: Gaál Gábor sorsának tragikuma. 1980. Közli Loreley sziklája. Kv. 1981. 139–61.
- Székely János: Találkozások Gaál Gáborral. A Hét 1981/10.
- Szász János: Sorskép a múló időben. Utunk 1981/11.
- Molnár Gusztáv: Gaál Gáborról személytelenül – avagy a magasabb rendű erkölcs kritikája. A Hét 1981/52.